# Csepplenes

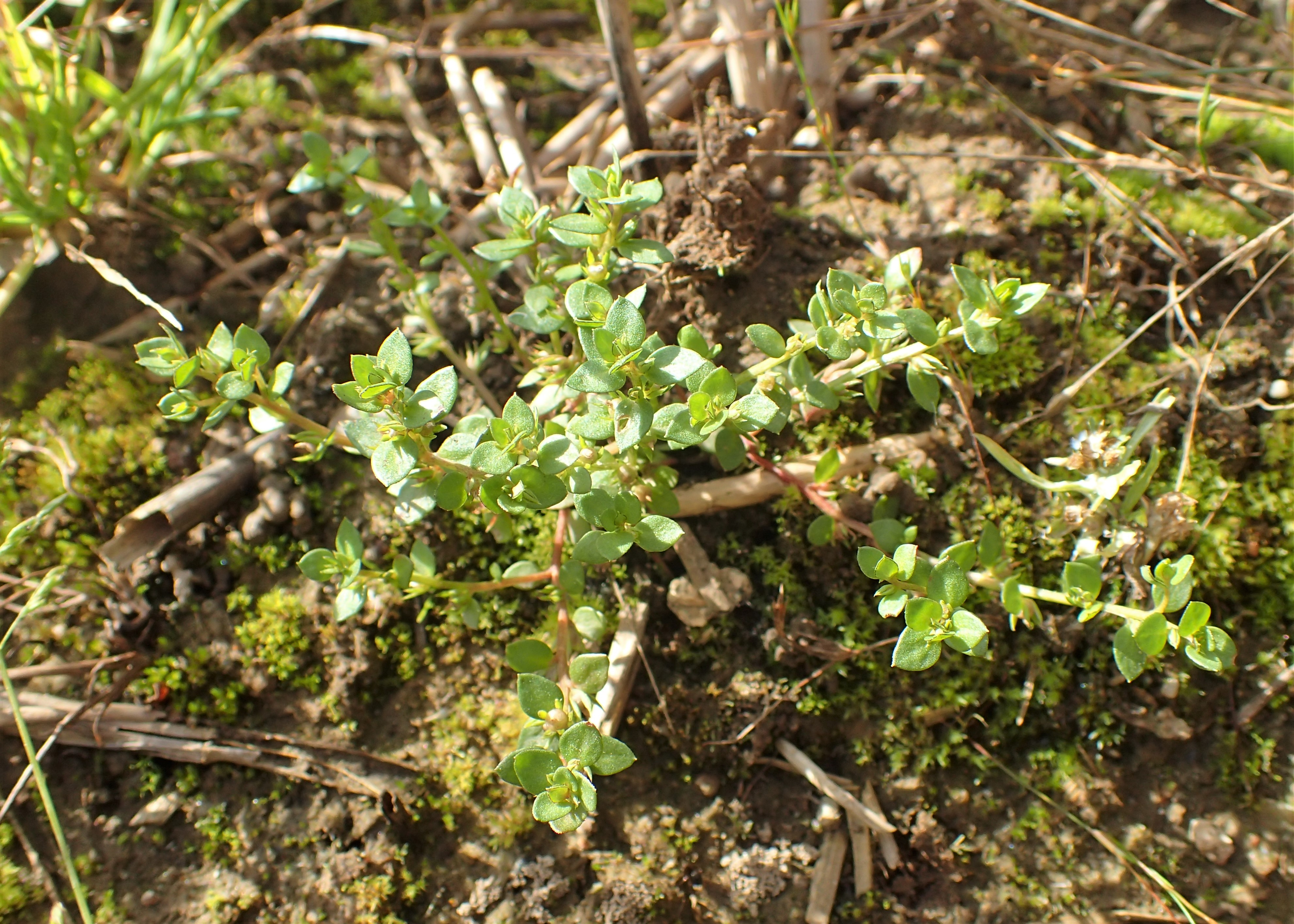
Centike (Centunculus minimus)

A csepplenes  (Centunculo-Radioletum linoidis Krippel 1959) Borhidi Attila szerint az atlanti-boreális tóparti gyepek (Isoëto-Litorelletea Br.-Bl. & Vlieger, 1937)  társulástani osztályába sorolt törpekákagyepek (Nanocyperion)  társulástani csoportjában a csepplenesek (Radiolenion linoidis (Rivas-Goday 1961) Borhidi 2003 comb. nova hoc loco) alcsoportjának (más szerzők szerint csoportjának) egyik társulása.

## Elterjedése, előfordulása
Igen ritka, szubatlanti jellegű természetes pionír társulás. Tipikusnak tekinthető állományai az Őrségben és Somogyban, valamint a Dráva mentén nőnek.

## Termőhelye, szerkezete
Kevésbé kötött talajokon fejlődik ki: főleg homokon, ritkábban homokos löszön. a leggyakrabban szántott, vizenyős területek pangó vizes ekebarázdáiban.
Nyílt társulás ritkásan növő növényekkel, mindössze 20% körüli összborítással.

## Karakterfajai
A magyarországi állományok fajösszetétele közvetlen rokonáéhoz, az iszapmoháséhez (Centunculo-Anthoceretum punctati) hasonló; lényeges florisztikai különbség utóbbiban az Anthoceros punctatus becősmoha előfordulása.
Megjelenését az apró termetű kétszikűek határozzák meg:
- centike (Centunculus minimus),
- apró csepplen (Radiola linoides), a társulás (al)csoport névadója,
- heverő orbáncfű (Hypericum humifusum),
- törpe iszaprojt (Limosella aquatica),[1]
- henye tócsahúr (Lythrum portula),
- lápi mocsárhúr (Callitriche palustris).

Sokszor számottevőek, akár dominánsak is lehetnek:
- a törpekákák (Eleocharis acicularis, E. palustris),
- a szittyók (Juncus spp.),
  - varangyszittyó (Juncus bufonius),
  - fejecses szittyók (Juncus capitatus)

A lepusztult felszíneken kialakuló efemer csepplentársulást rövid időn belül a taposott ruderális gyomnövényze (Plantaginetea) társulásai válthatják fel olyan karakterfajokkal, mint:
- madárkeserűfű (Polygonum arenastrum),
- indás pimpó (Potentilla reptans)
- libapimpó (Potentilla anserina),
- réti szittyó (Juncus compressus),
- egynyári perje (Poa annua).

Ezek hamar megjelennek a ritkás növényzetben, majd egyre inkább eluralják a felszínt.